# Loris Mignatti
Loris Mignatti (Bologna, 16 agosto 1924 – ...) è stato un calciatore italiano, di ruolo difensore.

## Carriera
Debutta in Serie B con il Brindisi nella stagione 1946-1947, disputando due campionati per un totale di 60 presenze.
Nel 1948 viene ceduto al Siracusa e colleziona 69 presenze in altre tre stagioni in Serie B.